# Mikita Valerijovics Burda
Mikita Valerijovics Burda (ukránul: Микита Валерійович Бурда; Jenakijeve, 1995. március 24. –) ukrán válogatott labdarúgó, a Dinamo Kijiv játékosa.

## Pályafutása

### Klubcsapatban
A Dinamo Kijiv saját nevelésű játékosa. 2014. augusztus 23-án az ukrán kupában mutatkozott be az első csapatban a Zirka Kropivnickij ellen. Szeptember 18-án az Európa-ligában is bemutatkozott, a portugál Rio Ave ellen 3–0-ra megnyert csoportmérkőzésen. Október 5-én a Sahtar Doneck ellen debütált a bajnokságban, a találkozott 1–0-ra nyerték meg. 2015. március 8-án első bajnoki gólját szerezte meg az Olimpik Doneck ellen, ez a gól győztes találat volt.

### A válogatottban
Végigjárta a korosztályos válogatottakat. Részt vett a Magyarországon megrendezett 2014-es U19-es labdarúgó-Európa-bajnokságon, Szerbia ellen szerezte az egyetlen gólját a tornán. A 2015-ös U20-as labdarúgó-világbajnokságra is meghívta Olekszandr Petrakov szövetségi kapitány. 2015. március 27-én a kispadon kapott lehetőséget a felnőttek között Spanyolország ellen. 2018. május 31-én Marokkó ellen mutatkozott be, kezdőként végig a pályán volt.

## Sikerei, díjai
- Dinamo Kijiv
  - Ukrán bajnok: 2014–15, 2015–16
  - Ukrán kupa: 2014–15
  - Ukrán szuperkupa: 2016–17, 2018–19

## Külső hivatkozások
- Mikita Valerijovics Burda adatlapja a Soccerway oldalon (angolul)
- Mikita Burda adatlajpa a Transfermarkt oldalán (angolul)
- Mikita Burda adatlajpa az UEFA oldalán (angolul)